# Бруно Ленгли
Бруно Ленгли (енгл. Bruno Langley; Тонтон, 21. март 1983) је британски глумац. Познат је по улози Адама Мичела у научно-фантастичној серији Доктор Ху.